# Katia Acín Monrás
Katia Acín Monrás (Osca, 15 d'octubre de 1923 - Pamplona, 14 de desembre de 2004), va ser una artista plàstica que va treballar el gravat, la pintura i l'escultura. Era filla de l'humanista, pedagog i també pintor, Ramón Acín Aquilué, que va inculcar-li el gust per l'art. Però no seria fins al final de la seva vida que va decidir desenvolupar la seva activitat artística.

## Biografia
Era filla del pintor i humanista Ramón Acín Aquilué i de Conchita Monrás. Va néixer en el si d'una família liberal, cosmopolita, en un ambient culte on, segons el seu fill, el polític Ramon García-Bragado, "es barrejava l'olor de les pintures del seu pare amb la música del piano de la seva mare; una casa oberta a la pau, el treball i la lluita, oberta a estudiants, obrers, menestrals, mestres i artistes." Aquesta infància compartida amb la seva germana Sol, dos anys més petita, es va veure truncada el 6 d'agost de 1936 en què, dins del context de la guerra civil espanyola, detingueren els seus pares, per afusellar el seu pare el mateix dia i la seva mare disset dies més tard.
Les dues germanes òrfenes amb 13 i 11 anys se'n van anar a viure amb el seu oncle patern, Santos, i la seva esposa, Rosa Solano, que les traslladaren a Jaca a estudiar. Ha de canviar el seu nom pel d'"Ana María".
En acabar la guerra, retornà a Osca i acabà el batxillerat a l'Institut Ramón y Cajal d'Osca, per matricular-se tot seguit a la Universitat de Saragossa on acabaria els estudis de Filosofia i Lletres en l'especialitat d'Història Medieval l'any 1946.
Aquell mateix any, el 18 de novembre, es va casar amb l'advocat Federico García Bragado, amb qui tindrà una vida feliç fins a enviudar trenta anys més tard. Per raons professionals varen viure a Guadalajara i Cadis abans de tornar a Osca.
Després de constituir una afable família amb cinc fills, Katy, Ana, Conchita, Federico i Ramon, l'any 1963 decideix treballar com a professora. Ho va fer tan bon punt la situació política li ho va permetre i, animada pel seu marit, va treure temps per atendre la família, guanyar unes oposicions i començar a treballar a l'institut de Binèfar amb 42 anys. A Binèfar, a més de les classes, es va implicar en la vida cultural de la ciutat i va fundar un grup de teatre. Posteriorment va treballar a Saragossa i finalment va aconseguir tornar a Osca als anys 1970. Va enviudar el 1977 i ja amb els fills independitzats, es va traslladar a Las Palmas de Gran Canaria, on va exercir com a catedràtica fins a la seva jubilació.
La figura de Katia Acín representa a tota una generació que va haver de renunciar a valors importants pels quals havien lluitat, però sense renunciar a transmetre’ls als que venien darrere. Pertany a una generació de dones fortes i sàvies amb una vitalitat i capacitat per a seguir actives fins a l'últim moment.
És per això que, lluny de tancar-se en una assossegada vida de jubilada, va recuperar la seva ajornada condició de pintora i dibuixant. El 1988 va ingressar a la Facultat de Belles Arts de la Universitat de Barcelona llicenciant-se especialitzada en gravat, amb més de 70 anys.
Treballà infatigablement al seu estudi d'Altafulla, principalment en els gravats i xilografies. Dos anys després de la seva titulació ja va fer la seva primera exposició al col·legi de Sant Ramon de Penyafort de Barcelona, on havia estudiat.
La seva germana Sol moria el 1998.
A la tardor de 2004 li diagnosticaren un càncer del qual va morir el 14 de desembre de 2004 en una clínica de Pamplona.

## Obra
Katia Acín va crear més de tres-centes obres en els seus darrers quinze anys de vida. Va realitzar una obra propera a la inspiració del seu pare, dominada per la figura humana, no exempta de dolor, esquinçament i malenconia.
En opinió d'Alicia Vela, una de les seves professores i comissaria de l'exposició de 2010, "Katia tenia una vitalitat i un impuls excepcional. És de valorar la valentia i la síntesi del traç i la formalització dels seus gravats".
Katia Acín es movia en el llenguatge del gravat en relleu amb una naturalitat admirable. Temes com la lluita, la incomunicació, la mort, els encadenats o la sòlida nuesa dels seus torsos, evoquen circumstàncies que havien travessat profundament la seva experiència personal. La llibertat expressiva del moviment de les línies, ens reafirmen les seves qualitats per abordar sense por els traços valents de les seves xilografies o linòleums.
Les seves pintures són, quasi sempre, exercicis d'exploració propis de la seva etapa d'estudiant de Belles Arts, sense la intensitat i singularitat que requeriria una valoració rigorosa de la seva obra pictòrica. De l'obra de pintors com Matisse li sedueix La Danse, oli que ella reinterpreta amb traços lineals i monocroms, amb figures que dansen respirant el blanc de la tela.
La seva obra escultòrica és molt limitada i en ella Katia Acín traspassa les línies planes dels seus gravats a escultures en fang on els seus personatges, lligats, despullats o les maternitats, prenen volum.

### Exposicions
- 1996. Barcelona. Col·legi Major Sant Raimon de Penyafort-Montserrat
- 1997. Mont-roig del Camp (Tarragona). Església Vella de Mont-roig del Camp
- 1998. Salou (Tarragona). Exposició col·lectiva
- 1998. Ulldemolins (Tarragona). Exposició col·lectiva
- 1999. Tarragona. Galeria d'Art Poetes
- 2000. Saragossa. Sala Juana Francés - Ajuntament de Saragossa
- 2000. Saragossa. Centre Comercial Gran Casa. Exposició col·lectiva
- 2000. Santa Coloma de Gramenet (Barcelona). Centre Cultural Can Sisteré
- 2001. Tortosa (Tarragona). Escola d'Art i Disseny de la Diputació de Tarragona
- 2001. Barbastre (Osca). Fundación Ramón J. Sender - U.N.E.D. Junt amb l'obra del seu pare Ramón Acín
- 2002. Altafulla (Tarragona). Sala Exposicions Ajuntament
- 2002. Tarragona. I Biennal Internacional del Gravat Contratalla
- 2002. Madrid. Estampa - X Salón Internacional de Grabados y Ediciones de Arte Contemporaneo.
- 2003. Tarragona. Port de Tarragona. Exposición Col·lectiva d'Escultura
- 2004. Osca. La Carbonería. Espacio de Arte
- 2006. Tarragona. Escola d'Art i Disseny de Tarragona. Exposició col·lectiva en el seu honor, sense obra seva.
- 2010. Osca. Diputació Provincial d'Osca. "Una lección d'historia"[6]